# Гришкино Большое
Гришкино Большое — деревня в Калининском районе Тверской области. Входит в состав Бурашевского сельского поселения.

## География
Деревня находится в юго-восточной части Тверской области на расстоянии приблизительно 7 км на юг по прямой от города Тверь к востоку от деревни Бурашево.

## История
Деревня была отмечена на карте 1825 года как Гришкина. К 1933 году отмечалось 19 дворов.

## Население
Численность населения: 29 человек (русские 97 %) в 2002 году, 12 в 2010.